# Pabusina
Pabusina (lažna smilka; lat. Pseudognaphalium) je biljni rod jednogodišnjeg raslinja iz porodice glavočika, dio podtribusa Gnaphaliinae.
Postoje preko 100 vrsta, uglavnom tropi i suptropi (Amerika, Afrika, Azija). Postoji mnogo neopisanih vrsta, posebno u Meksiku (Nesom 2023). Reviziju Freirea (2020.) osporava Nesom (2023.) . U Hrvatskoj raste jedna vrsta, žutobijela pabusina, P. luteoalbum, po drugim autorima sinonim je za Helichrysum luteoalbum .

## Vrste
1. Pseudognaphalium acutiusculum (Urb. & Ekman) Anderb.
2. Pseudognaphalium adnatum (DC.) Y.S.Chen
3. Pseudognaphalium affine (D.Don) Anderb.
4. Pseudognaphalium alatocaule (Nash) Anderb.
5. Pseudognaphalium albescens (Sw.) Anderb.
6. Pseudognaphalium aldunateoides (J.Rémy) C.Monti, N.Bayón & S.E.Freire
7. Pseudognaphalium alquitranum G.L.Nesom sp. nov.
8. Pseudognaphalium andicola (Phil.) C.Monti, N.Bayón & S.E.Freire
9. Pseudognaphalium arizonicum (A.Gray) Anderb.
10. Pseudognaphalium attenuatum (DC.) Anderb.
11. Pseudognaphalium austrotexanum G.L.Nesom
12. Pseudognaphalium badium (Wedd.) Anderb.
13. Pseudognaphalium biolettii Anderb. ex G.L.Nesom
14. Pseudognaphalium bourgovii (A.Gray) Anderb.
15. Pseudognaphalium brachyphyllum (Greenm.) Anderb.
16. Pseudognaphalium brachypterum (DC.) Anderb.
17. Pseudognaphalium cacachilense G.L.Nesom
18. Pseudognaphalium caeruleocanum (Steyerm.) Anderb.
19. Pseudognaphalium californicum (DC.) Anderb.
20. Pseudognaphalium candelabrum G.L.Nesom sp. nov.
21. Pseudognaphalium canescens (DC.) Anderb.
22. Pseudognaphalium chartaceum (Greenm.) Anderb.
23. Pseudognaphalium chartacioides G.L.Nesom sp. nov.
24. Pseudognaphalium cheiranthifolium (Lam.) Hilliard & B.L.Burtt
25. Pseudognaphalium chrysocephalum (Franch.) Hilliard & B.L.Burtt
26. Pseudognaphalium conoideum (Kunth) Anderb.
27. Pseudognaphalium coquimbense (Phil.) Anderb.
28. Pseudognaphalium cymatoides (DC.) Anderb.
29. Pseudognaphalium dichotomum V.M.Badillo
30. Pseudognaphalium domingense (Lam.) Anderb.
31. Pseudognaphalium dysodes (Spreng.) S.E.Freire, N.Bayón & C.Monti
32. Pseudognaphalium eggersii (Urb.) Anderb.
33. Pseudognaphalium ehrenbergianum G.L.Nesom
34. Pseudognaphalium elegans Kartesz
35. Pseudognaphalium ephemerum de Lange
36. Pseudognaphalium filifolium G.L.Nesom sp. nov.
37. Pseudognaphalium flavescens (Kitam.) Anderb.
38. Pseudognaphalium gaudichaudianum (DC.) Anderb.
39. Pseudognaphalium gayanum (J.Rémy) Anderb.
40. Pseudognaphalium glanduliferum C.Monti, N.Bayón & S.E.Freire
41. Pseudognaphalium glandulosum (Klatt) Anderb.
42. Pseudognaphalium greenmanii (S.F.Blake) Anderb.
43. Pseudognaphalium hadroflorum G.L.Nesom sp. nov.
44. Pseudognaphalium helleri (Britton) Anderb.
45. Pseudognaphalium hermaphroditicum G.L.Nesom sp. nov.
46. Pseudognaphalium heterotrichum (Phil.) Anderb.
47. Pseudognaphalium hidalgoense G.L.Nesom sp. nov.
48. Pseudognaphalium hintoniorum (G.L.Nesom) Hinojosa & Villaseñor
49. Pseudognaphalium hyperandros G.L.Nesom sp. nov.
50. Pseudognaphalium hypoleucum (DC.) Hilliard & B.L.Burtt
51. Pseudognaphalium illapelinum (Phil.) Anderb.
52. Pseudognaphalium inornatum (DC.) Anderb.
53. Pseudognaphalium jaliscense (Greenm.) Anderb.
54. Pseudognaphalium jujuyense (Cabrera) Anderb.
55. Pseudognaphalium lacteum (Meyen & Walp.) Anderb.
56. Pseudognaphalium landbeckii (Phil.) Anderb.
57. Pseudognaphalium lanuginosum (Kunth) Anderb.
58. Pseudognaphalium leucocephalum (A.Gray) Anderb.
59. Pseudognaphalium leucopeplum (Cabrera) Anderb.
60. Pseudognaphalium leucostegium Pruski
61. Pseudognaphalium liebmannii (Sch.Bip. ex Klatt) Anderb.
62. Pseudognaphalium luteoalbum (L.) Hilliard & B.L.Burtt
63. Pseudognaphalium macounii (Greene) Kartesz
64. Pseudognaphalium marranum (Philipson) Hilliard
65. Pseudognaphalium martirense Rebman & G.L.Nesom
66. Pseudognaphalium melanosphaerum (Sch.Bip. ex A.Rich.) Hilliard
67. Pseudognaphalium meridanum (Aristeg.) Anderb.
68. Pseudognaphalium moelleri (Phil.) Anderb.
69. Pseudognaphalium montevidense (Spreng.) Anderb.
70. Pseudognaphalium monticola (McVaugh) Villarreal, A.E.Estrada & Encina
71. Pseudognaphalium moritzianum (Klatt) V.M.Badillo
72. Pseudognaphalium munoziae N.Bayón, C.Monti & S.E.Freire
73. Pseudognaphalium nataliae (F.J.Espinosa) Villarreal, A.E.Estrada & Encina
74. Pseudognaphalium nayaritense G.L.Nesom, sp. nov.
75. Pseudognaphalium nubicola (I.M.Johnst.) Anderb.
76. Pseudognaphalium obtusifolium (L.) Hilliard & B.L.Burtt
77. Pseudognaphalium oligandrum (DC.) Hilliard & B.L.Burtt
78. Pseudognaphalium oxyphyllum (DC.) Kirp.
79. Pseudognaphalium pacificum G.L.Nesom, sp. nov.
80. Pseudognaphalium paramorum (S.F.Blake) M.O.Dillon
81. Pseudognaphalium perelegans G.L.Nesom; sp. nov.
82. Pseudognaphalium perpusillum (Phil.) C.Monti, N.Bayón & S.E.Freire
83. Pseudognaphalium petitianum (A.Rich.) Mesfin
84. Pseudognaphalium pratense (Phil.) Anderb.
85. Pseudognaphalium pringlei (A.Gray) Anderb.
86. Pseudognaphalium priscum G.L.Nesom
87. Pseudognaphalium psilophyllum (Meyen & Walp.) Anderb.
88. Pseudognaphalium purpurascens (DC.) Anderb.
89. Pseudognaphalium ramosissimum (Nutt.) Anderb.
90. Pseudognaphalium rebmanii G.L.Nesom
91. Pseudognaphalium remyanum (Phil.) Anderb.
92. Pseudognaphalium rhodarum (S.F.Blake) Anderb.
93. Pseudognaphalium richardianum (Cufod.) Hilliard & B.L.Burtt
94. Pseudognaphalium robustum (Phil.) Anderb.
95. Pseudognaphalium roseum (Kunth) Anderb.
96. Pseudognaphalium rosillense (Urb.) Anderb.
97. Pseudognaphalium sandwicensium (Gaudich.) Anderb.
98. Pseudognaphalium saxicola (Fassett) H.E.Ballard & Feller
99. Pseudognaphalium selleanum (Urb. & Ekman) Anderb.
100. Pseudognaphalium semiamplexicaule (DC.) Anderb.
101. Pseudognaphalium stereovirens G.L.Nesom
102. Pseudognaphalium stolonatum (S.F.Blake) M.O.Dillon
103. Pseudognaphalium stramineum (Kunth) Anderb.
104. Pseudognaphalium subsericeum (S.F.Blake) Anderb.
105. Pseudognaphalium tarapacanum (Phil.) Anderb.
106. Pseudognaphalium thermale (E.E.Nelson) G.L.Nesom
107. Pseudognaphalium tortuanum (Urb.) Anderb.
108. Pseudognaphalium undulatum (L.) Hilliard & B.L.Burtt
109. Pseudognaphalium versatile (Rusby) Anderb.
110. Pseudognaphalium viravira (Molina) Anderb.
111. Pseudognaphalium viscosum (Kunth) Anderb.
112. Pseudognaphalium xiphiphyllum G.L.Nesom sp. nov.
113. Pseudognaphalium yalaense (Cabrera) Anderb.
114. Pseudognaphalium zautlense G.L.Nesom sp. nov.

## Sinonimi
- Hypelichrysum Kirp.; Acta Inst. Bot. Acad. Sci. U.R.S.S., Ser. 1, Fasc. 9, 33 (1950), in clavi
- Gnaphalion St.-Lag. in Ann. Soc. Bot. Lyon 7: 127 (1880)